# Fjellstedtska skolan

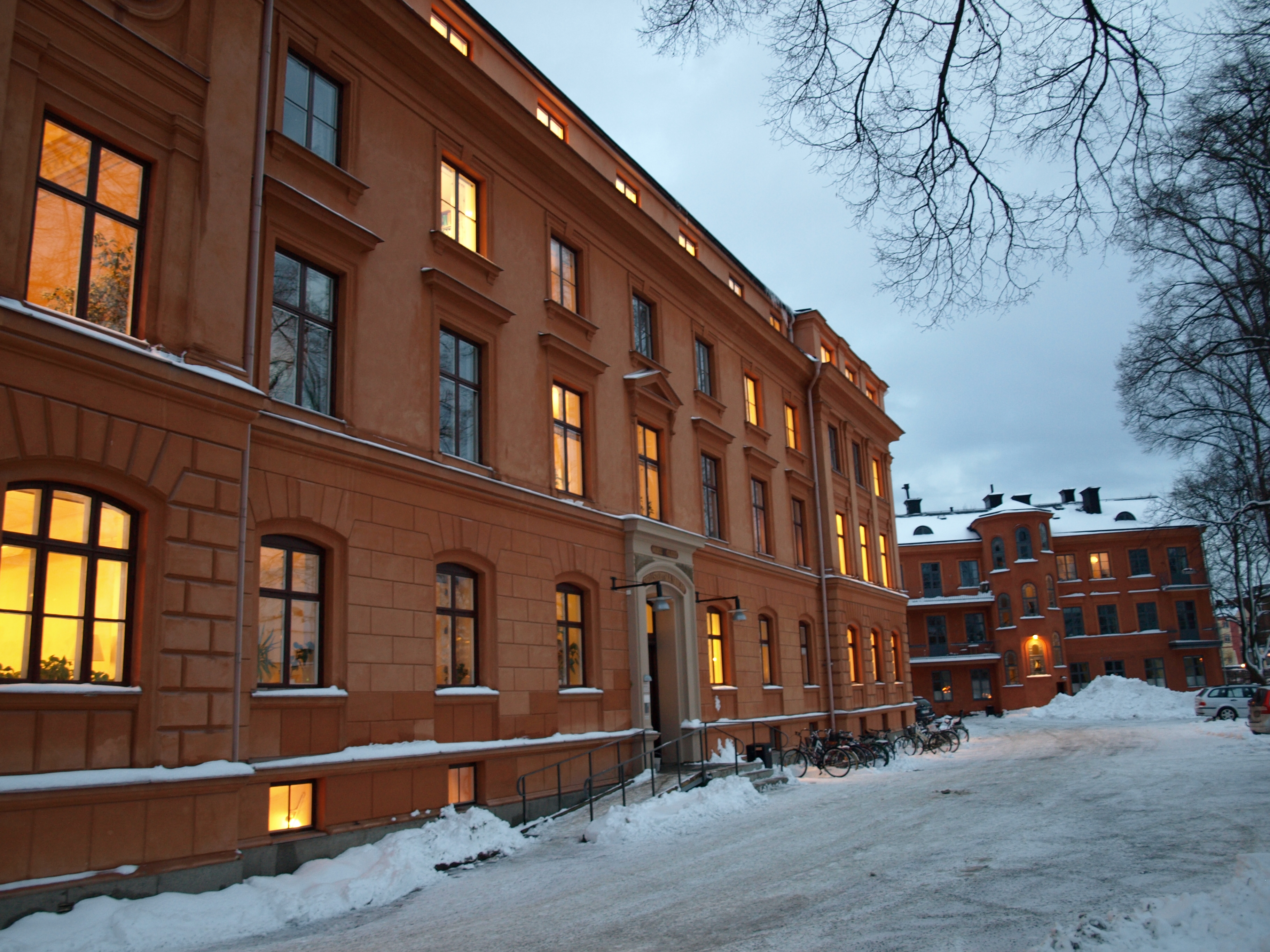
Fjellstedtska skolan i november 2008.

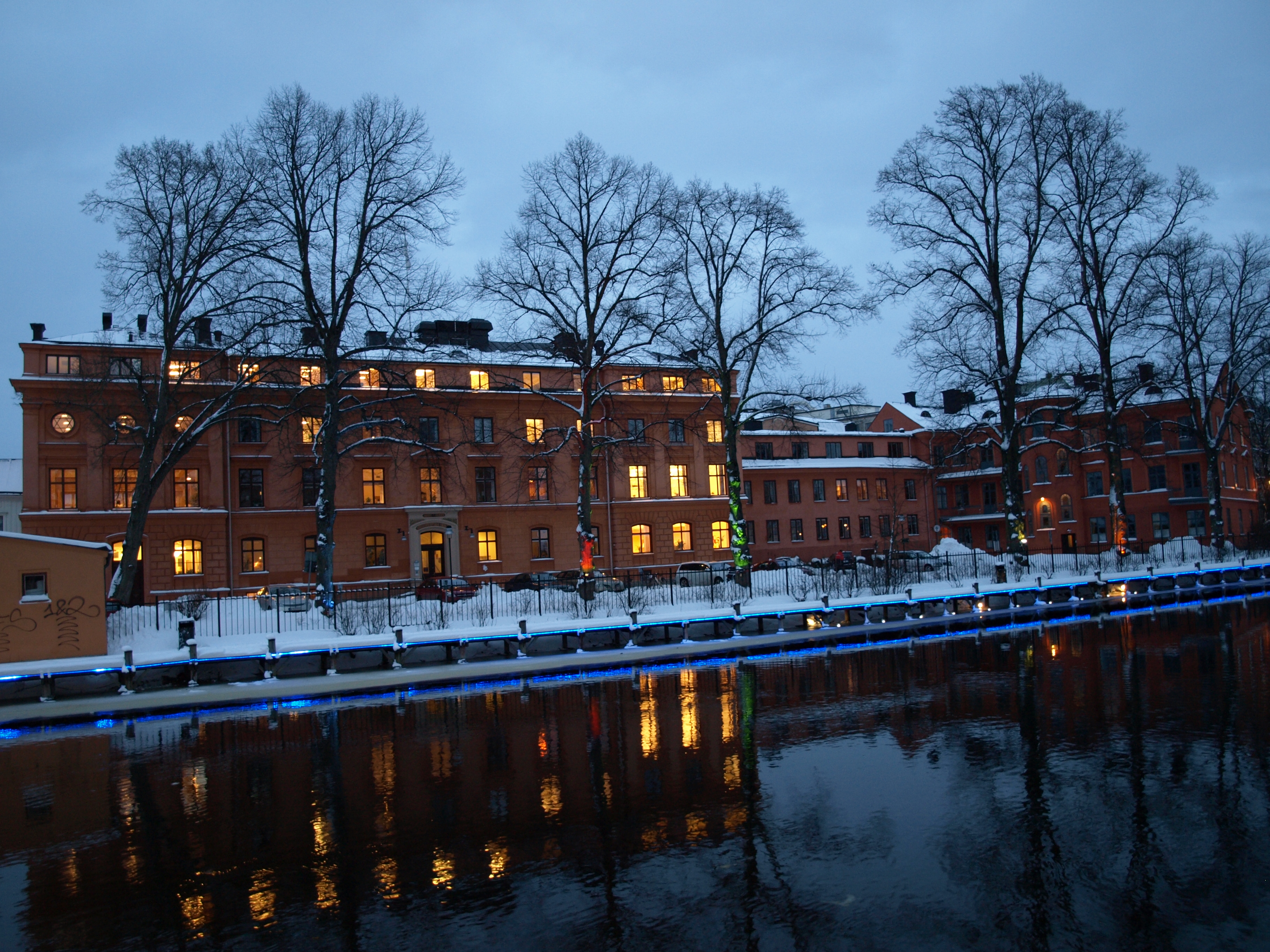
Fjellstedtska skolan från västra sidan av Fyrisån i november 2008.

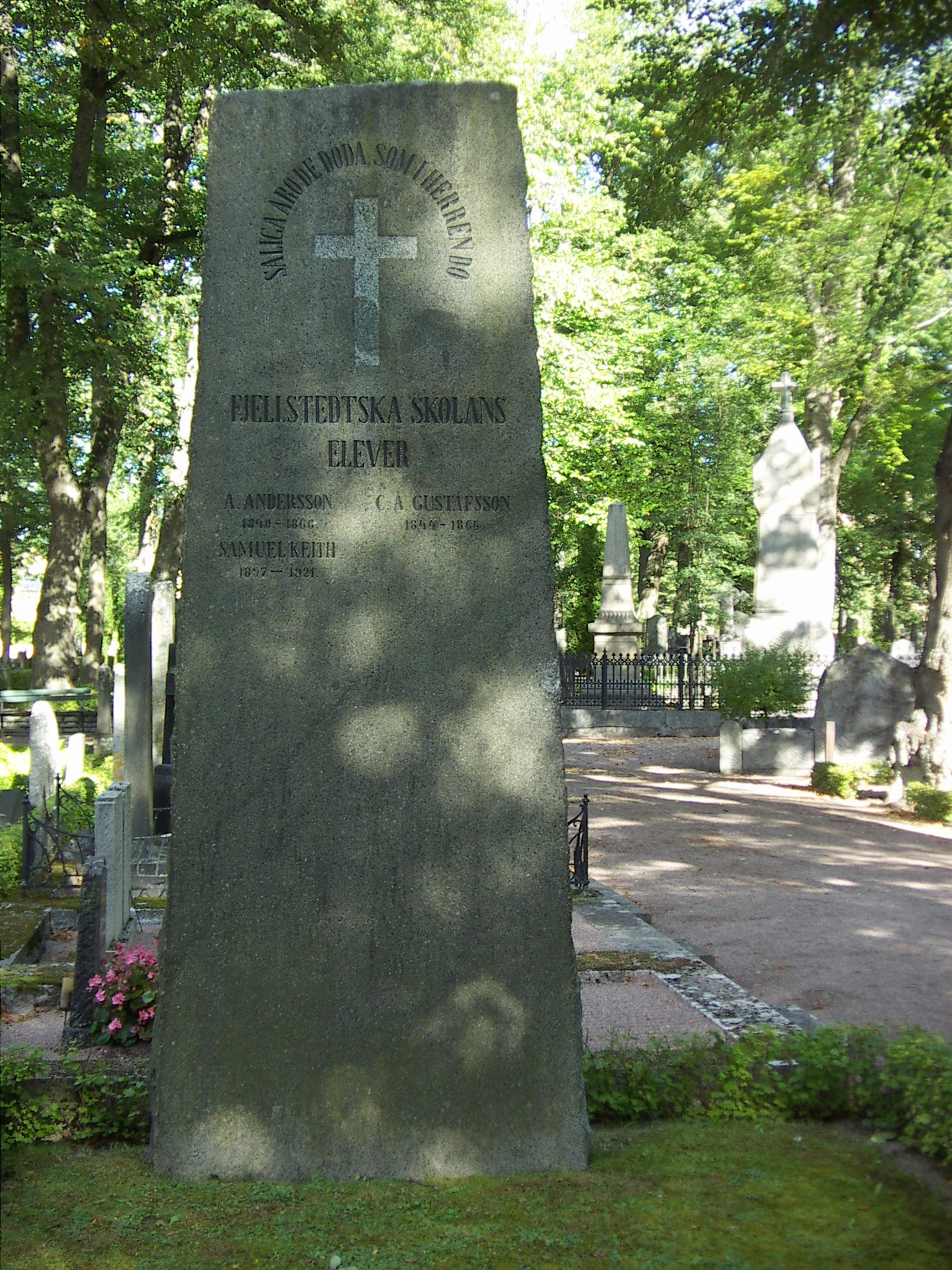
Fjellstedtska skolans gravvård på Uppsala gamla kyrkogård.

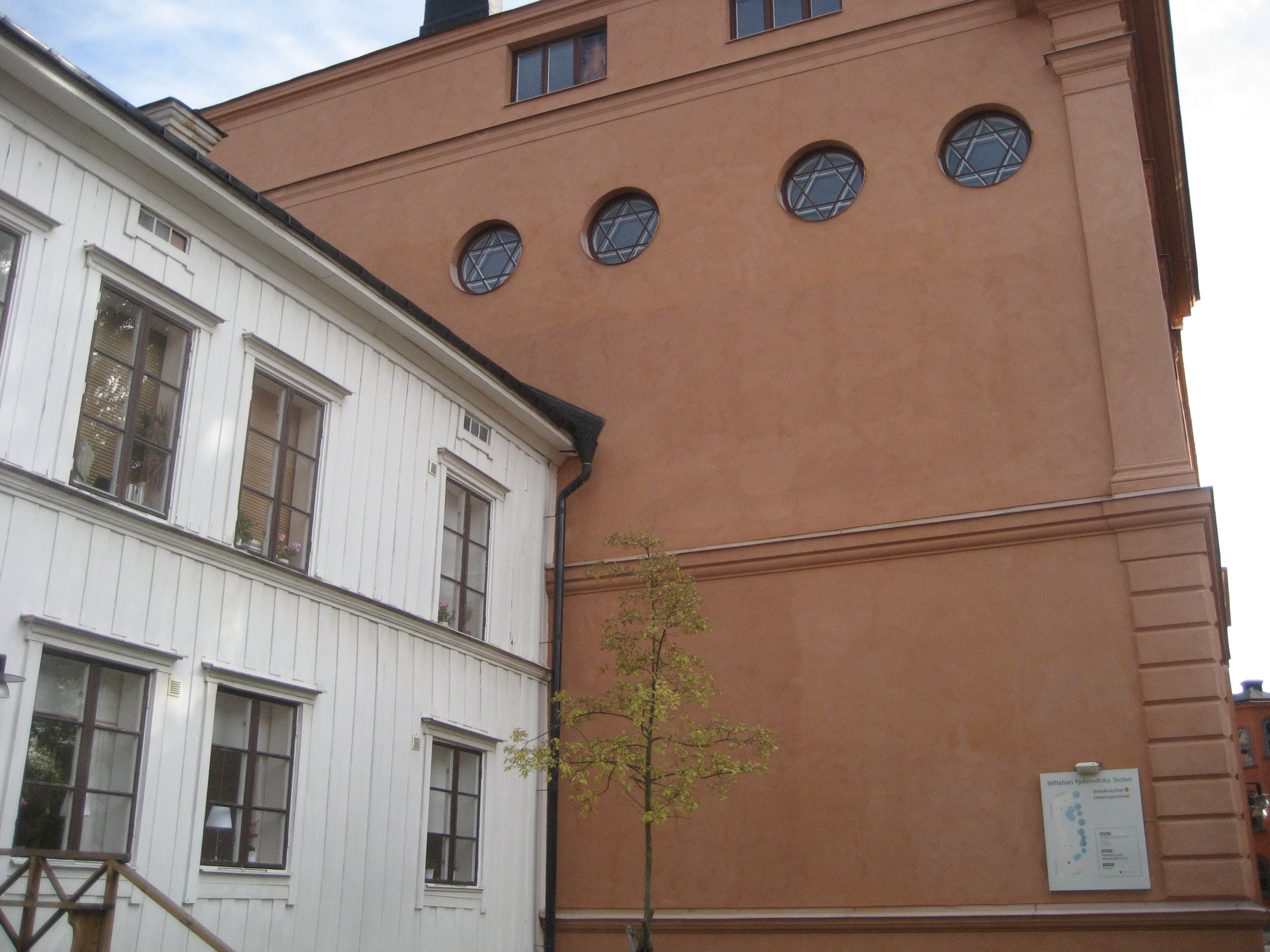
Hexagram (sexuddig stjärna) i fönstren på norra gaveln vid Linnégatan 1.

Fjellstedtska skolan var ett privat internatläroverk i Uppsala, grundat 1862 och nedlagt 1982, med huvudinriktning att förbereda för akademiska studier i teologi och prästtjänst i Svenska kyrkan. 
Stiftelsen Fjellstedtska skolan arbetar sedan 1982 som teologiskt fortbildnings- och kursinstitut. Stiftelsen äger en större fastighet mellan Fyrisån och Östra Ågatan i centrala Uppsala där, förutom stiftelsens egen verksamhet, lokaler också finns för Svenska kyrkans utbildningsinstitut.

## Historia
Skolan tillkom på initiativ av flera teologie professorer vid Uppsala universitet som ville främja prästutbildningen. Genom skolans namn ville man bygga vidare på den skolverksamhet som sedan 1846 bedrivits av prästen och missionsmannen Peter Fjellstedt (1802–1881). Skolan hade delvis egna kursplaner med stark inriktning på klassiska språk. Förutom undervisning i moderna språk lästes latin i fem av de sju årskurserna, redan från årskurs 3 i realskolan, och grekiska lästes i fyra år. Dessa språk hade därtill fler veckotimmar än vid övriga läroverk i landet. Från 1914 hade skolan obligatorisk undervisning i hebreiska i de två högsta årskurserna. 1966 breddades inriktningen, och en linje som skulle förbereda för u-landstjänst inrättades. Där gavs undervisning i ett utomeuropeiskt språk, till exempel swahili. En kyrkomusikalisk linje inrättades 1977. 
Förhållandena på skolan, med den äldre humanistiska linjen, ledde till en ettårig fördröjning av den traditionella studentexamens avskaffande. Genom Kungl maj:ts beslut ägde alltså den sista studentexamen rum vid Fjellstedtska skolan år 1969. Cirka 1 650 elever examinerades från Fjellstedtska skolan fram till det att skolverksamheten upphörde 1982. Fram till 1939 skulle eleverna i sin ansökan avge en uttrycklig avsiktsförklaring att bli präst.
Stiftelsen Fjellstedtska skolan ser numera som sin uppgift att stärka prästers och blivande prästers identitet - utifrån kyrkans tro, bekännelse och lära - i uppdraget som liturg, förkunnare och själavårdare med en integrerad personlig kristen tro och att verka för ökad kunskap och förståelse för olika fromhetsriktningar, teologiska tolkningar och uttryck för kristen tro inom Svenska kyrkan och den världsvida kyrkan. Varje år ordnas några tiotal kurser inom ämnena: gudstjänst, själavård, diakoni, kyrkorätt och internationell verksamhet.

## Rektorer
- 1862–1866 Ulrik Mikael Lundgren
- 1866–1870 Nils Linnarsson
- 1870–1920 Johannes Kerfstedt
- 1920–1936 Gustaf Norrman
- 1936–1963 Georg Landberg
- 1963–1982 Allan Parkman

## Direktorer
- 1920–1928 Adolf Kolmodin
- 1929–1930 Gustaf Ljunggren
- 1930–1936 Torsten Ysander
- 1936–1944 Yngve Rudberg
- 1945–1958 Ruben Josefson
- 1982–1993 Allan Parkman
- 1994–2011 Per Hansson
- 2011–         Leif Nordenstorm